# 케인 데이비스
케인 토마스 데이비스(Kane Thomas Davis, 1975년 6월 25일 ~ )은 KBO 리그 KIA 타이거즈의 외국인 야구 선수이다.
포지션은 투수이고 2008년 7월에 입단하였다. 하지만 2009년에는 재계약하게 되지 않았다 그 다음 2009년 현역은퇴를 했다.